# Уильямстаун (Ирландия)
Уильямстаун (Вильямстаун; англ. Williamstown; ирл. Baile Deasumhan/Baile Liam) — деревня в Ирландии, находится в графстве Голуэй (провинция Коннахт).
Население — 273 человека (2006).